# Kelly (Kelly Rowland)
Kelly è un singolo della cantante statunitense Kelly Rowland, pubblicato nel 2018 come anticipazione del suo quinto album in studio.

## Composizione
"Kelly" è una canzone hip hop e R&B, che alcuni critici hanno descritto come ispirata dalla musica trap. Rowland si auto elogia per tutta la canzone tra cui si vanta della sua classe, femminilità, del suo corpo e di quello che ha ottenuto nella sua carriera nonostante sia un'afroamericana.

## Accoglienza
Il singolo ha ricevuto critiche miste. Sydney Scott di Essence  lo descrive con "si vede la cantante che possiede la sua lucentezza che si flette sulle strofe." mentre Cherise Johnson di Uproxx inserisce il brano tra "Tutti i migliori nuovi R&B da questa settimana che avete bisogno di sentire". Wass di Idolator ha elogiato il singolo come accattivante, ma ha scritto che "ci vuole un paio di ascolti per elaborare completamente". Clover Hope di Jezebel ha criticato "Kelly" come "non una super hit per l'orecchio", ma ha ritenuto che fosse "qualcosa di sufficiente per bop to".
Courteney Larocca per Hollywood Life riporta "Il membro delle Destiny's Child ha pubblicato il suo primo brano solista in cinque anni, ed è fuoco. Anche la cover-up che ha condiviso [[...]] di lei che la guarda lontano dalla macchina fotografica, esponendo la a schiena nuda. Tutto ciò ha senso poiché l'opera d'arte si concentra su Rowland, dato che il suo brano è essenzialmente un'ode a se stessa."

## Tracce
- Download digitale[11]

1. Kelly – 3:01